# Anigraea phaeopera
Anigraea phaeopera là một loài bướm đêm trong họ Noctuidae.